# Ryszard Borowski (muzyk)
Ryszard Grzegorz Borowski – polski muzyk, aranżer, dyrygent, kompozytor i pedagog; gra na flecie i saksofonie.
W 1978 roku ukończył studia na warszawskiej Akademii Muzycznej im. Fryderyka Chopina (klasa fletu). W roku 2008 na tej samej uczelni uzyskał stopień doktora sztuk muzycznych w zakresie dyrygentury (za pracę dotyczącą analizy aranżacji Duke’a Ellingtona). Zajmuje się muzyką dawną i jazzową. Współpracował z wieloma zespołami muzyki dawnej: Ars Antiqua, Ars Nova, Bornus Consort, Camerata Cracovia, Collegio Antico, Concerto Polacco, Dancerye, Dekameron, Lege Artis. Założył i prowadził Warszawski Zespół Barokowy. Był też jednym z muzyków orkiestr: Filharmonii Narodowej i Warszawskiej Opery Kameralnej. Równocześnie (w latach 1986–1991) dyrygował, komponował, pisał aranżacje i występował jako solista big bandu Polskiego Radia i Telewizji Studio S-1.
Aktywny muzyk sceny jazzowej. W ankietach pisma Jazz Forum na najlepszego polskiego instrumentalistę jazzowego – trzykrotnie (w latach 2000, 2001, 2003) zajmował drugie miejsce w kategorii fletu. Prowadził Big Bang Band przy Akwarium Jazz Club. Po likwidacji klubu, a jeszcze przed jego ponownym uruchomieniem, został kierownikiem artystycznym zorganizowanego w 2006 Big Band Akwarium. Jest członkiem i kierownikiem artystycznym kwartetu Cup Of Time (wraz z Agnieszką Cypryk – skrzypce, Rafałem Grząką – bandoneon i Krzysztofem Lenczowskim – wiolonczela).
Jako pedagog (pełni funkcję adiunkta) prowadzi seminaria z muzyki jazzowej na warszawskim Uniwersytecie Muzycznym, przez 6 lat (w latach 2006–2012) kierował też big bandem tej uczelni. Należy do wykładowców Autorskiej Szkoły Muzyki Rozrywkowej i Jazzu im. K. Komedy oraz Zespołu Państwowych Szkół Muzycznych im. F. Chopina (Wydział Jazzu). Jest jednym z autorów piszących dla pisma Jazz Forum (np. recenzje płyt).
Brał udział w nagraniach płyt różnych polskich wykonawców (np. Kapitan Nemo Wyobraźnia, Marcin Kleiber Silicon Album, Maryla Rodowicz Życie ładna rzecz, Jan Bokszczanin Komeda – Inspirations, Piotr Rodowicz i Przyjaciele Razem na tej ziemi).
Nagrał własne płyty autorskie:
- The Night of Flutes, Polonia Records 1996
- Mariage (Live), Polonia Records 1999
- Big Bands, Polonia Records 2000
- Over the Mirrors, Uniwersytet Muzyczny Fryderyka Chopina 2012[7]
- Chamber Preludes, Pro Musicae Artis 2014[8]
- Cup of Time. Baroque Revisited, Pro Musicae Artis 2015[9]
- HAIKU, Requiem Records 2018[10]
- Blues on Bach, Requiem Records 2020[11]
- Modern Blues Quartet (Live), Requiem Records 2020[12]

Płyty nagrane z zespołem Cup of Time:
- Muzyka na europejskich dworach, Muzeum Pałac w Wilanowie 2011[13]
- Cup of Time plays Namysłowski, DUX 2014[14]
- Cup of Time plays Paderewski, Requiem Records 2018[15]

Jest autorem książki Flecista jazzowy wydanej przez Uniwersytet Muzyczny Fryderyka Chopina w roku 2012.
W 2017 roku nagrodzony medalem „Zasłużony Kulturze Gloria Artis”.